# The Youngbloods
Pour les articles homonymes, voir Youngbloods.

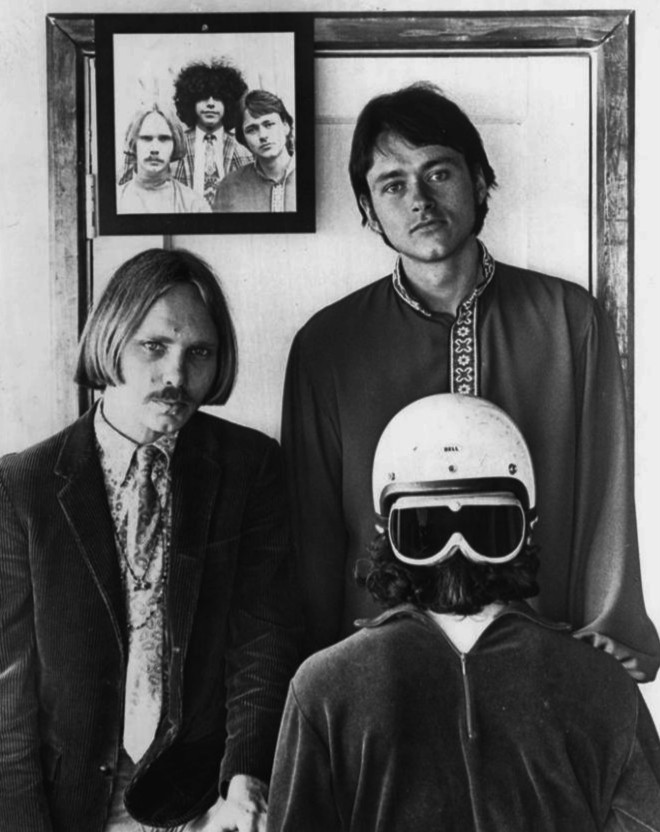
The Youngbloods

The Youngbloods est un groupe américain de folk et de folk psychédélique. Il est mené par Jesse Colin Young (né Perry Miller), chanteur et bassiste du groupe, qui avait déjà deux 33 tours à son actif et avait travaillé avec John Sebastian. Jerry Corbitt à la guitare solo, Lowell Levinger (alias Banana) à la guitare rythmique et Joe Bauer à la batterie complètent le groupe, d'abord appelé Jesse Colin Young & The Lonely Knights, puis Jesse Colin Young & The Truck Farm. En 1966, le nom The Youngbloods s'impose définitivement.
The Youngbloods sont connus pour le titre Get Together (en), sorti en single lors de l'été 1967, reprise d'un titre de Dino Valente (Let's Get Together). La chanson avait déjà été interprétée par Jefferson Airplane et We Five. Elle n'atteint pas tout de suite les charts au niveau national. Ce n'est qu'après son utilisation en 1969 dans un spot publicitaire que la chanson devint connue en dehors de la côte ouest où elle avait déjà été présente dans les charts en 1967.
Le groupe se sépare en 1973. Young continua une carrière solo avec plus ou moins de succès.
Leur chanson Sugar Babe a été utilisée pour la bande son du film Zabriskie Point. Les paroles du refrain de Let's Get Together ont été reprises par Nirvana au début de la chanson Territorial Pissings. (Come on people now. ... Try to love another right now.). Dans la bande son des films Forrest Gump, et Las Vegas Parano (Fear And Loathing In Las Vegas) on retrouve Get Together, et on entend également ce titre en chanson finale dans l'épisode "volunteers" (saison 1, épisode 16) ainsi que dans l’épisode “free love” (saison 6, épisode 20) de la série Coldcase.

## Discographie
- 1967 : The Youngbloods (en)
- 1967 : Earth Music (en)
- 1969 : Elephant Mountain
- 1970 : Rock Festival (en)
- 1970 : The Best of the Youngbloods (Compilation)
- 1971 : Ride the Wind (live)
- 1971 : Good and Dusty
- 1971 : Sunlight (Compilation)
- 1972 : High on a Ridgetop